# Université de l'énergie et des ressources naturelles
L'Université de l'énergie et des ressources naturelles (UENR) est une université ghanéenne destinée à la gestion de l'énergie et des ressources naturelles. 

## Histoire et objectifs
Elle a été créée par une loi du Parlement du Ghana, Loi 830, 2011 du 31 décembre 2011. L'Université est une institution nationale financée par l'État qui cherche à assurer le leadership et la gestion de l'énergie et des ressources naturelles et à être un centre d'excellence dans ces domaines critiques. L'Université aborde ses programmes et ses recherches en mettant l'accent sur la collaboration interdisciplinaire et en tenant compte de domaines tels que l'économie, le droit et les politiques, la gestion, la science, la technologie et l'ingénierie ainsi que les questions sociales et politiques affectant l'énergie et les ressources naturelles. 
Avant l'adoption du projet de loi établissant l'Université en droit, le président de l'époque, J.E.A. Mills a mis sur pied le 8 janvier 2010 un comité national de planification du groupe de travail chargé de développer, d'organiser et de superviser la mise en œuvre du programme de création des deux nouvelles universités des régions de Volta et de Brong Ahafo. Le groupe de travail de 24 membres était présidé par Samuel Kofi Sefah-Dedeh, ancien doyen de la Faculté des services d'ingénierie de l'Université du Ghana avec Christina Amoako-Nuamah du Bureau du Président, Castle Osu en tant que responsable. Sur les recommandations du Comité, l'ancien Président Mills programme l'ouverture de l'Université de Sunyani le 8 février 2011. L'Université des sciences et technologies de Kwame Nkrumah a également remis son campus de la Faculté de technologie des ressources forestières à l'UENR lors d'une cérémonie à Sunyani le 7 juin 2012. 

## Organisation
Une fois pleinement opérationnelle, l'Université doit compter six écoles. Celles-ci sont: 
- École d'ingénieurs;
- École des sciences;
- École des géosciences;
- École d'agriculture et de technologie;
- École des ressources naturelles; et
- École des études supérieures

L'Université est une structure multi-campus et compte actuellement trois campus situés à Sunyani, Nsoatre et Dormaa Ahenkro. Le campus Sunyani, d'une superficie d'environ 85 acres, abrite l'École des sciences; l'École des ressources naturelles; l'École des études supérieures et l'administration principale de l'Université ainsi que la bibliothèque universitaire. 
L'École d'ingénierie est située sur le campus de Nsoatre, d'une superficie d'environ 2 000 acres. L'École d'agriculture et de technologie et des géosciences est située sur environ 2 000 acres de terrain sur le campus Dormaa. L'Université a également quatre stations de formation sur le terrain à Mim, Bronsankoro et Kyeraa pour les étudiants en agriculture et gestion des ressources forestières et une à Bui pour les étudiants en génie. L'Université espère devenir un centre d'excellence pour la formation de scientifiques et de technologues au Ghana et au-delà.

## Galerie

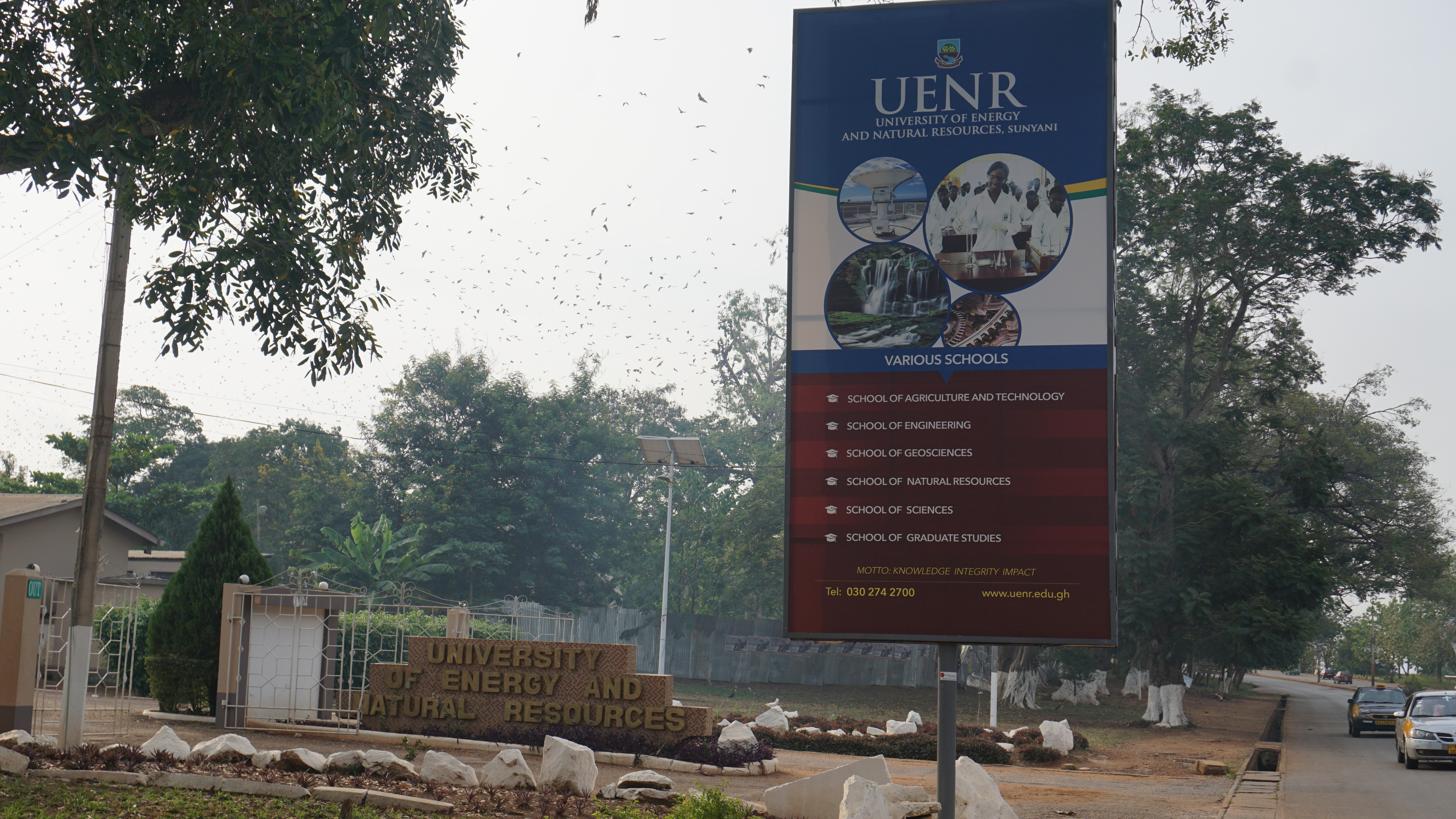
Entrée
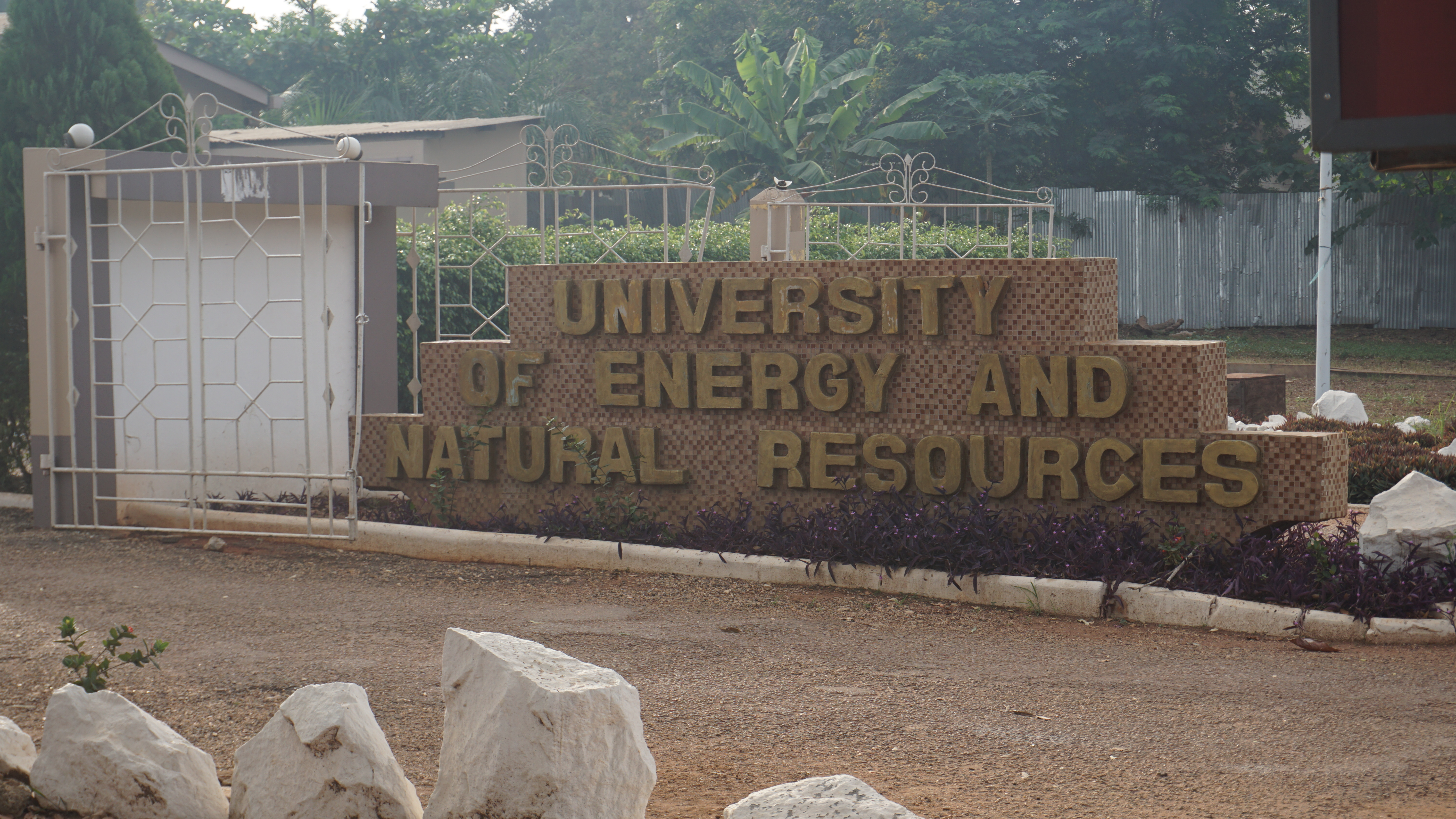
Entrée
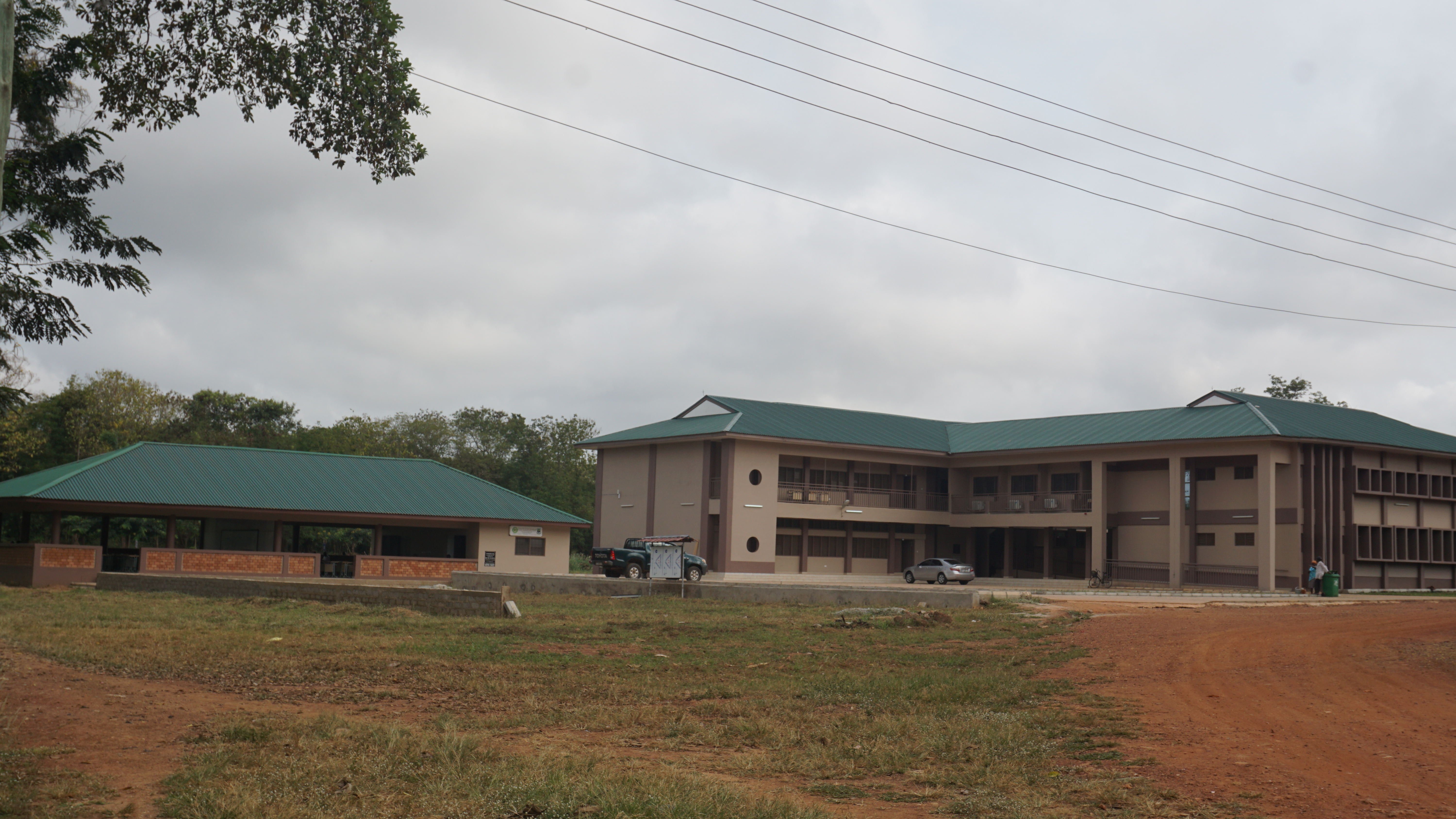
Campus
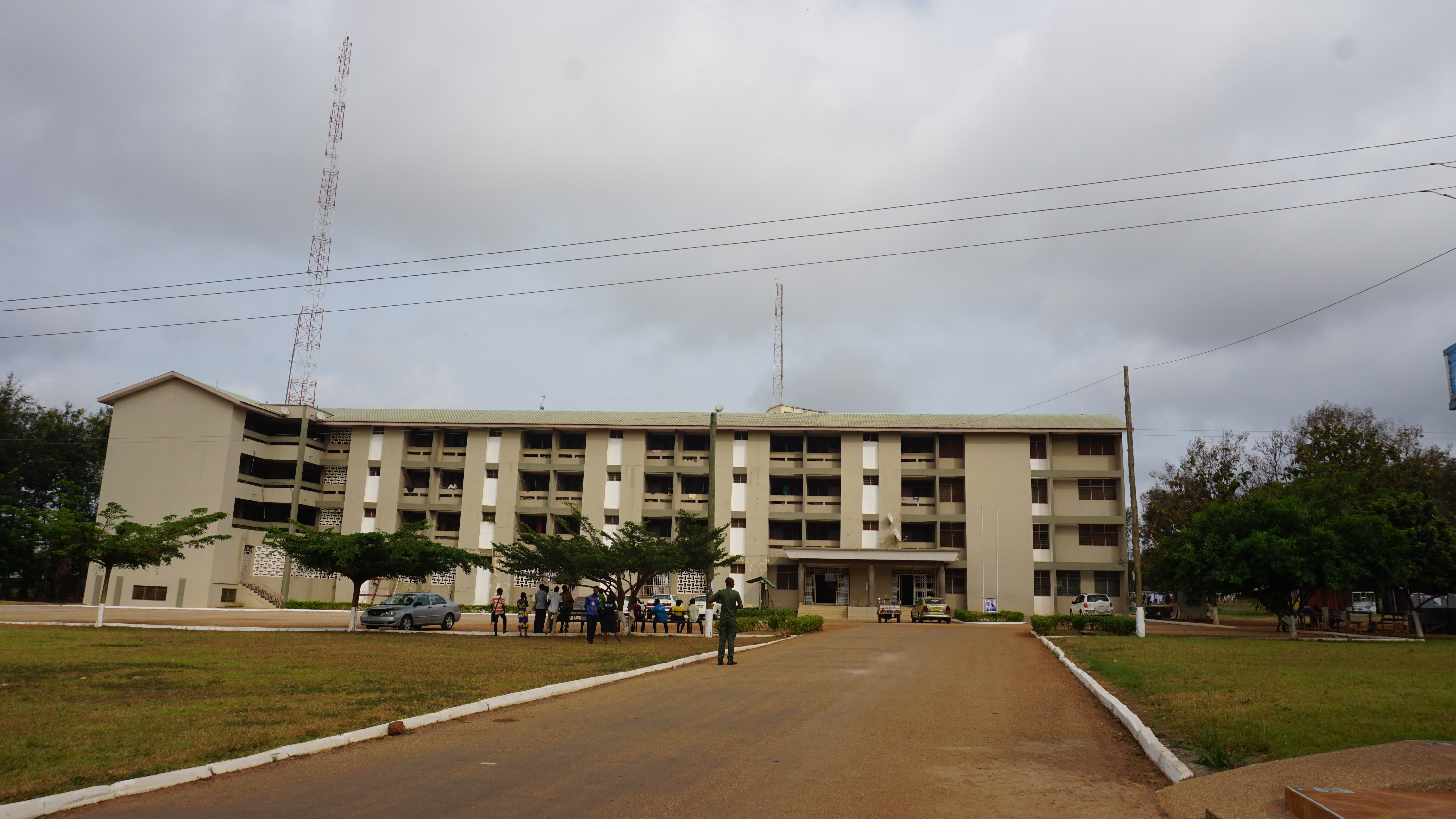
Résidence
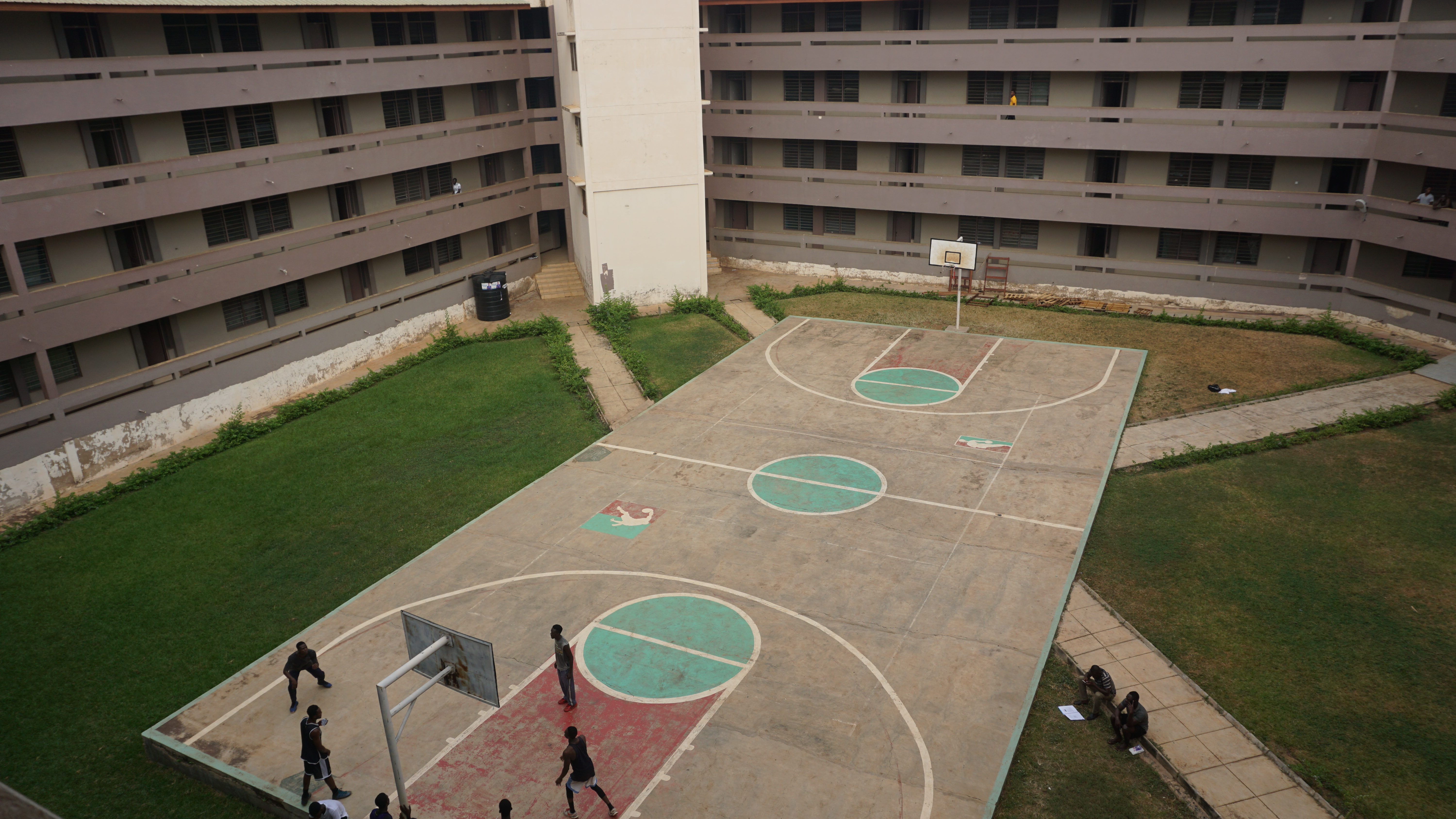
Equipements sportifs
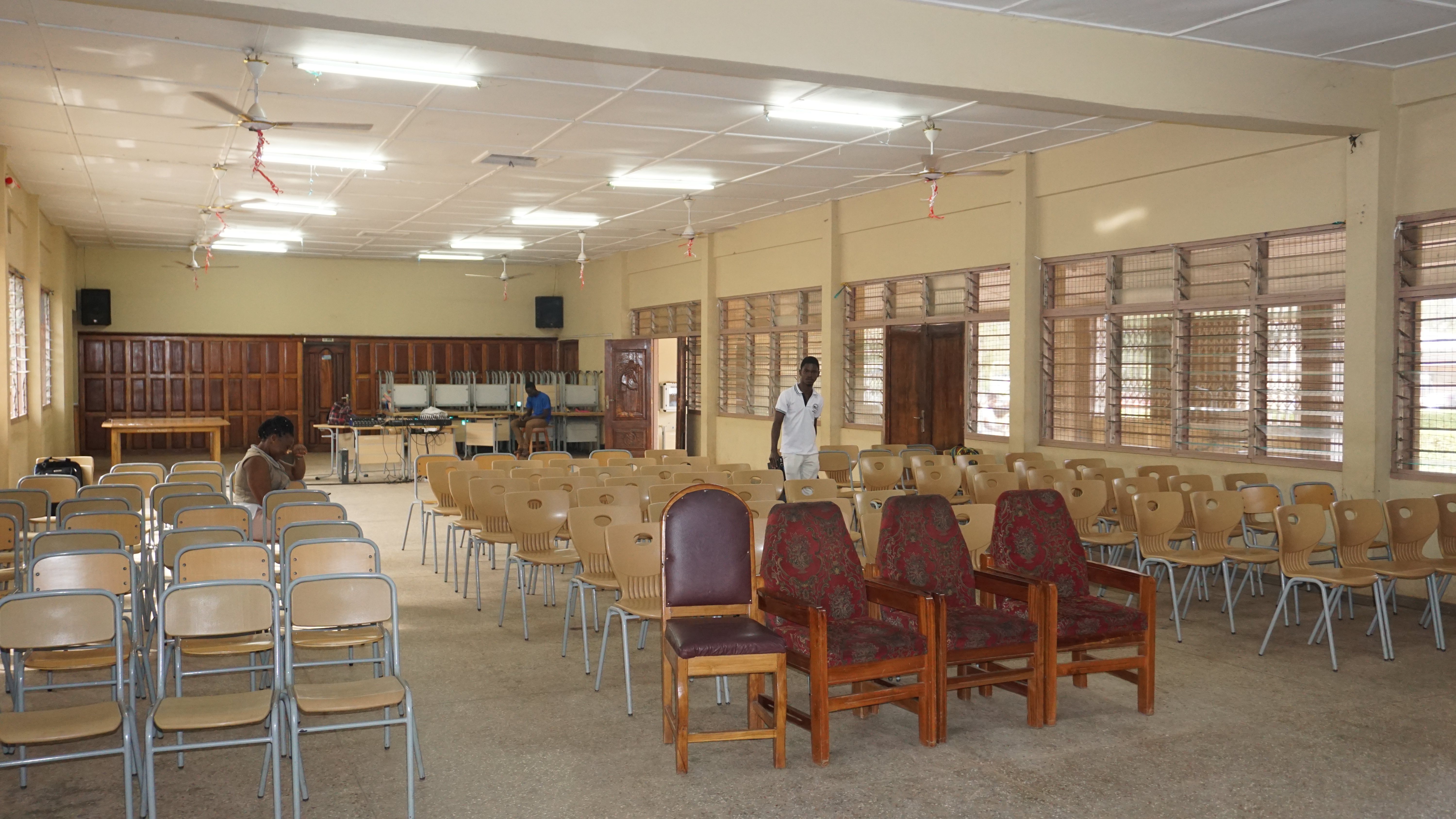
Auditorium

## Personnalités liées
- Esi Awuah[1]
- Harrison Dapaah (vice-chancelière)

## Voir également
- Liste des universités au Ghana (en)